# Molly Ringwald
Molly Kathleen Ringwald (Roseville, 18 de fevereiro de 1968) é uma atriz, cantora, dançarina e escritora, norte-americana. Ficou conhecida por seus papéis em filmes do cineasta John Hughes como Sixteen Candles (1984), The Breakfast Club (1985) e Pretty in Pink (1986), que a transformaram num ídolo adolescente. O papel nesses filmes definiu Molly como um membro do "Brat Pack".
Interpretou Anne Juergens na série The Secret Life of the American Teenager, da ABC Family, exibida no Brasil pelo canal pago Boomerang.

## Biografia
Molly Kathleen Ringwald nasceu em Roseville, Califórnia, nos arredores de Sacramento, filha de Adele Edith Frembd, uma chef, e Robert Scott Ringwald, um pianista de jazz cego. Ringwald tem duas irmãs, Elizabeth Ringwald e Kelly Ringwald.

## Carreira
Começou sua carreira aos cinco anos, sendo protagonista de uma produção teatral de Alice no País das Maravilhas como o Ratão. No ano seguinte, gravou "I Wanna Be Loved by You", um álbum de jazz com seu pai e seu grupo, o Jazz Band Fulton Street.
Ringwald, era uma das integrantes do Brat Pack, um grupo de atores e atrizes jovens, que sempre estrelavam filmes juntos. A atriz ruiva se tornou famosa e popular entre os adolescentes com o filme Sixteen Candles (1984). Após o sucesso do filme, apareceu em vários outros filmes de adolescentes como The Breakfast Club (1985) e Pretty in Pink (1986). A atriz estrelou também os filmes The Pick-up Artist (1987) e Fresh Horses (1988).
Em 1989, foi oferecido a Molly o papel principal do filme When Harry Met Sally..., que a atriz recusou por estar ocupada com outros projetos, esse papel então foi passado para a atriz Meg Ryan. Outro papel recusado pela atriz, foi em Pretty Woman de Garry Marshall, que foi passado para Julia Roberts, a qual foi indicada ao Óscar por sua atuação nesse filme.
Em 1990, Ringwald fez o teste para o papel de Molly no filme Ghost, mas o perdeu para a atriz Demi Moore. Entre 2008 e 2013 fez o papel de Anne, mãe da protagonista Amy (interpretada por Shailene Woodley) na série adolescente The Secret Life of the American Teenager. Em 2016 participou da série Raising Expectations no papel de Paige Wayney.

## Filmografia

### Cinema
| Ano  | Título                                        | Papel                    | Notas          |
| ---- | --------------------------------------------- | ------------------------ | -------------- |
| 1982 | Tempest                                       | Miranda                  |                |
| 1983 | Spacehunter: Adventures in the Forbidden Zone | Niki                     |                |
| 1984 | Sixteen Candles                               | Samantha                 |                |
| 1985 | The Breakfast Club                            | Claire Standish          |                |
| 1986 | Pretty in Pink                                | Andie                    |                |
| 1987 | P.K. and the Kid                              | P.K. Bayette             |                |
| 1987 | King Lear                                     | Cordelia                 |                |
| 1987 | The Pick-up Artist                            | Randy Jensen             |                |
| 1988 | For Keeps?                                    | Darcy Elliot Bobrucz     |                |
| 1988 | Fresh Horses                                  | Jewel                    |                |
| 1990 | Strike It Rich                                | Cary                     |                |
| 1990 | Betsy's Wedding                               | Betsy Hopper             |                |
| 1993 | Face the Music                                | Lisa Hollis              |                |
| 1994 | Some Folks Call It a Sling Blade              | Teresa Tatum             | Curta-metragem |
| 1994 | Tous les jours dimanche                       | Janet Gifford            |                |
| 1995 | Baja                                          | Bebe Stone               |                |
| 1995 | Malicious                                     | Melissa Nelson           |                |
| 1996 | Bastard Children                              | Susan                    |                |
| 1997 | Office Killer                                 | Kim Poole                |                |
| 1999 | Requiem for Murder                            | Anne Winslow             |                |
| 1999 | Teaching Mrs. Tingle                          | Senhorita Banks          |                |
| 1999 | Kimberly                                      | Nancy                    |                |
| 2000 | Cut                                           | Vanessa Turnbill / Chloe |                |
| 2000 | The Brutal Truth                              | Penelope                 |                |
| 2000 | In the Weeds                                  | Chloe                    |                |
| 2001 | Cowboy Up                                     | Connie                   |                |
| 2001 | Not Another Teen Movie                        | Comissária de bordo      |                |
| 2014 | Me                                            | Pepper Folly             |                |
| 2014 | Wishin' and Hopin'                            | Madame Frechette         |                |
| 2015 | Bad Night                                     | Colecionadora            |                |
| 2015 | Jem and the Holograms                         | Tia Bailey               |                |
| 2016 | King Cobra                                    | Amy                      |                |
| 2017 | SPF-18                                        | Linda Sanders            |                |
| 2018 | All These Small Moments                       | Carla Sheffield          |                |
| 2018 | The Kissing Booth                             | Sra. Flynn               |                |
| 2018 | Siberia                                       | Gabby                    |                |
| 2020 | The Kissing Booth 2                           | Sra. Flynn               |                |
| 2021 | The Kissing Booth 3                           | Sra. Flynn               |                |
| 2021 | Spa Day                                       | Coral                    | Curta-metragem |
| 2023 | Bad Things                                    | Srta. Auerbach           |                |
| 2023 | Catherine & Michael                           | Naomi                    | Curta-metragem |

### Televisão
| Ano       | Título                                        | Papel                | Notas                                       |
| --------- | --------------------------------------------- | -------------------- | ------------------------------------------- |
| 1979      | Diff'rent Strokes                             | Molly Parker         | 2 episódios                                 |
| 1979      | The Facts of Life                             | Molly Parker         | 14 episódios                                |
| 1983      | Packin' It In                                 | Melissa Webber       | Filme de TV                                 |
| 1985      | Surviving: A Family in Crisis                 | Lonnie               | Filme de TV                                 |
| 1986      | Shelley Duvall's Tall Tales & Legends         | Jenny Smith          | Episódio: "Johnny Appleseed"                |
| 1990      | Women and Men: Stories of Seduction           | Kit                  | Filme de TV                                 |
| 1992      | Something to Live for: The Alison Gertz Story | Alison Gertz         | Filme de TV                                 |
| 1994      | The Stand                                     | Frannie Goldsmith    | 4 episódios                                 |
| 1996      | Remember WENN                                 | Angela Colton        | Episódio: "Sight Unseen"                    |
| 1996      | Townies                                       | Carrie Donovan       | 15 episódios                                |
| 1998      | Since You've Been Gone                        | Claire               | Filme de TV                                 |
| 1998      | Twice Upon a Time                             | Beth Sager           | Filme de TV                                 |
| 2000      | The Outer Limits                              | Allison Channing     | Episódio: "Judgment Day                     |
| 2000      | The $treet                                    | Devyn Alden          | Episódio: "Propheting on Losses"            |
| 2002      | The Big Time                                  | Marion Powers        | Filme de TV                                 |
| 2006      | Medium                                        | Kathleen Walsh       | Episódio: "The Darkness Is Light Enough"    |
| 2006      | The Wives He Forgot                           | Charlotte Saint John | Filme de TV                                 |
| 2006      | Molly: An American Girl on the Home Front     | Helen McIntire       | Filme de TV                                 |
| 2008-2013 | The Secret Life of the American Teenager      | Anne Juergens        | 96 episódios                                |
| 2011      | Psych                                         | Enfermeira McElroy   | Episódio: "Shawn Interrupted"               |
| 2014      | Rainbow Brite                                 | Princesa das Trevas  | 3 episódios                                 |
| 2016-2019 | Raising Expectations                          | Paige Wayney         | 26 episódios                                |
| 2016      | Doc McStuffins                                | Darla                | 4 episódios                                 |
| 2016      | Odd Mom Out                                   | Joy Greene           | 2 episódios                                 |
| 2017-2023 | Riverdale                                     | Mary Andrews         | 36 episódios                                |
| 2019      | Tales of City                                 | Mãe de Claire        | 2 episódios                                 |
| 2021      | Creepshow                                     | Sra. Porter          | Episódio: "The Right Snuff/Sibling Rivalry" |
| 2022      | The Bear                                      | Moderadora           | Episódio: "Brigade"                         |
| 2022      | Dahmer – Monster: The Jeffrey Dahmer Story    | Shari Dahmer         | 8 episódios                                 |
| 2023      | Single Drunk Female                           | Alice                | Episódio: "Coming Clean"                    |
| 2023      | HouseBroken                                   | Milly                | Episódio: "Who Got Burned?"                 |
| 2024      | Feud: Capote vs. The Swans                    | Joanne Carson        | 8 episódios                                 |

## Discografia
- Except Sometimes (2013)
- Going Home Alone (2013)